# Епархия Аллентауна

Герб епархии Аллентауна

Епархия Аллентауна (лат. Dioecesis Alanopolitana) — епархия Римско-Католической церкви с центром в городе Аллентаун, США. Епархия Аллентауна входит в митрополию Филадельфии. Кафедральным собором епархии Аллентауна является Собор Святой Екатерины Сиенской.

## История
28 января 1961 года Римский папа Иоанн Павел II издал буллу «Philadelphiensis Latinorum», которой учредил епархию Аллентауна, выделив её из архиепархии Филадельфии.

## Ординарии епархии
- епископ Джозеф Марк Макши[англ.] (11.02.1961 — 03.02.1983)
- епископ Томас Джером Уэльс[англ.] (03.02.1983 — 15.12.1997)
- епископ Эдвард Питер Каллен[англ.] (16.12.1997 — 27.05.2009)
- епископ Джон Оливер Баррес[англ.] (27.05.2009 — 09.12.2016) — назначен епископом Роквилл-Сентера
- епископ Альфред Эндрю Шлерт[англ.] (с 27.06.2017)

## Источник
- Annuario Pontificio, Libreria Editrice Vaticana, Città del Vaticano, 2003, ISBN 88-209-7422-3
- Булла Philadelphiensis Latinorum, AAS 53 (1961), стр. 589  (лат.)